# Rodrigo Muñoz
Rodrigo Martín „Popi” Muñoz Salomón (ur. 22 stycznia 1982 w Montevideo) – urugwajski piłkarz z obywatelstwem paragwajskim występujący na pozycji bramkarza, obecnie zawodnik paragwajskiego Cerro Porteño.

## Kariera klubowa
Muñoz pochodzi ze stołecznego miasta Montevideo i jest wychowankiem tamtejszego zespołu Club Atlético Cerro. Do seniorskiej drużyny został włączony jako dwudziestolatek i w urugwajskiej Primera División zadebiutował w 2002 roku, początkowo pełniąc rolę rezerwowego bramkarza. W styczniu 2005 roku został wypożyczony do chilijskiego drugoligowca Provincial Osorno, gdzie bez większych sukcesów spędził sześć miesięcy, a po powrocie do Cerro został podstawowym golkiperem ekipy, jednak nie osiągnął z nią większych sukcesów, walcząc głównie o utrzymanie w najwyższej klasie rozgrywkowej. Na koniec rozgrywek 2005/2006 spadł ze swoim zespołem do drugiej ligi urugwajskiej, jednak do najwyższej klasy rozgrywkowej powrócił już rok później, poprzez zajęcie drugiego miejsca w Segunda División podczas rozgrywek 2006/2007. Premierowe gole w pierwszej lidze strzelił 10 listopada 2007 w wygranym 2:1 spotkaniu z Danubio, kiedy to dwukrotnie wpisał się na listę strzelców, skutecznie wykonując rzuty karne.
Wiosną 2009 Muñoz przeszedł do czołowego zespołu w kraju, stołecznego Club Nacional de Football. Tam od razu wywalczył sobie niepodważalne miejsce między słupkami i w sezonie 2008/2009 zdobył ze swoją drużyną pierwsze w karierze mistrzostwo Urugwaju. Podczas rozgrywek 2009/2010 zanotował natomiast tytuł wicemistrzowski, zaś swoje drugie mistrzostwo kraju osiągnął w sezonie 2010/2011, wciąż będąc kluczowym zawodnikiem ekipy prowadzonej przez Juana Ramóna Carrasco. W jesiennej fazie Apertura rozgrywek 2011/2012 zajął z Nacionalem pierwsze miejsce, co później zaowocowało kolejnym mistrzostwem, lecz on sam nie brał już udziału w tym sukcesie, gdyż w połowie sezonu, w styczniu 2012, wyjechał do Paragwaju, gdzie został zawodnikiem drużyny Club Libertad ze stołecznego Asunción. Tam w jesiennym sezonie Clausura 2012 jako podstawowy golkiper zdobył z tym zespołem mistrzostwo kraju, zaś rok później, podczas rozgrywek Clausura 2013 zanotował tytuł wicemistrzowski.